# Гарнье де Наплуз
Гарнье де Наплуз (фр. Garnier de Naplouse) — 9-й Великий магистр Ордена госпитальеров с 1190 до 1192 года. Он сражался в битве при Арсуфе за короля Ричарда I Львиное Сердце во время Третьего крестового похода.

## Битва при Арсуфе
Ричард заранее приказал не вступать в непосредственный бой с противником во время движения на захват Яффы. Размещённые в задней части военной колонны, госпитальеры Гарнье находились под сильным натиском мусульман. Враг постоянно засыпал их стрелами в попытке сорвать атаки крестоносцев и завлечь их в полную битву. По манускрипту XIII века «Ричард Львиное Сердце завоёвывает Кипр», и в переломный момент битвы, Гарнье поскакал прямо к королю Ричарду, чтобы убедить его начать атаку:
Мой король, враг сильно теснит нас и хочет покрыть наши имена позором, будто бы мы не отвечали им на их удары; мы теряем наших лошадей одну за другой. Так почему же мы должны терпеть это дальше?
Он также попросил Ричарда ослабить натиск врага с помощью атаки кавалерии. Ричард отказал ему: «Великий магистр, это ты должен выдержать атаку; никто не может быть везде в одно и то же время». Когда натиск усилился, Великий магистр и другой рыцарь, Балдуин де Каррео, атаковали мусульман. Чуть позже с ними объединились оставшиеся силы госпитальеров. Ричард, видя, что без помощи иоанниты будут вырезаны, подал сигнал к атаке, тем более, что это совпало с его планом. Это застало противника врасплох, и вскоре ряды мусульман были разбиты. Таким образом, в некотором смысле Гарнье помог выиграть битву, хотя и нарушил приказ Ричарда.
Более поздний источник утверждает, что Гарнье де Наплуз был 8-м, а не 9-м магистром, и умер в Аскалоне (современный Ашкелон) вскоре после захвата Иерусалима Саладином в 1187 году. Это разногласие источников можно объяснить хаосом и путаницей после конца первого Иерусалимского королевства.

## В популярной культуре
- В компьютерной игре Assassin's Сreed Гарнье является одной из девяти целей убийства ассасина Альтаира ибн Ла-Ахада и изображён как человек, насильно экспериментирующий над больными людьми в попытке вылечить их, что у него часто получалось. Ассасин убивает его в Акре (до битвы при Арсуфе)[2].
- Актёр Дональд Самптер сыграл роль Гарнье в серии документальных драм под названием «Heroes and Villains», снятых BBC TV в 2008 году. В фильме показана реконструкция битвы при Арсуфе[3].